# يهود يمنيون في إسرائيل
اليهود اليمنيون في إسرائيل هم المهاجرون وأبناء مهاجري الجاليات اليهودية اليمنية، الذين يقيمون الآن داخل إسرائيل. يبلغ عددهم حوالي 350,000، وهي ثالث أكبر الجماعات اليهودية الشرقية في إسرائيل، بعد اليهود ذوي الأصول المغربية والعراقية. بين يونيو 1949 وسبتمبر 1950، جرى نقل الأغلبية الساحقة من يهود اليمن إلى إسرائيل في إطار عملية بساط الريح.

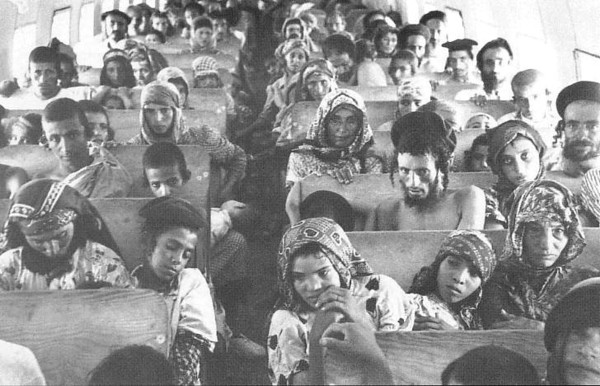
يهود يمنيون في طريقهم من عدن إلى إسرائيل.

## شخصيات بارزة
- إسرائيل يشايهو شرعبي
- بعز موعده
- شاهار تزوبيري
- آمنون إسحق
- آفيغال عطاري
- براخا قافيه
- شوشانة ذماري
- عوفرة حازة
- إيال غولان
- هاريل سقعت
- دانا إنترناشيونال
- أخينوعم نيني
- إيجال عامير
- بير تاسي